# Thiên Trường Stadium
El Thiên Trường Stadium (en vietnamita: Sân vận động Thiên Trường, conocido literalmente como Heaven's Place Stadium), es un estadio multiusos utilizado principalmente para partidos de fútbol ubicado en la provincia de Ninh Binh en Vietnam y actualmente es la sede del Ninh Binh FC de la V.League 1.

## Historia
El estadio fue creado en el año 2000 donde antes se ubicaba el campo de entrenamiento del ejército y como campo de cultivo. El estadio cuenta con capacidad para 30000 espectadores, con césped natural y dimensiones de 115m x 72m, solo superado por el Mỹ Đình National Stadium en cuanto a tamaño del campo.

## Partidos Internacionales
| Fecha                  | Competición                | Local    | Resultado | Visita    |
| ---------------------- | -------------------------- | -------- | --------- | --------- |
| 31 de marzo de 2004    | Eliminatoria Alemania 2006 | Vietnam  | 0–2       | Líbano    |
| 8 de diciembre de 2010 | Campeonato de la AFF 2010  | Birmania | 0–0       | Filipinas |
| 20 de junio de 2023    | Amistoso                   | Vietnam  | 1–0       | Siria     |
| 12 de octubre de 2024  | Amistoso                   | Vietnam  | 1–1       | India     |